# جانلوکا مانچینی
جانلوکا مانچینی (ایتالیایی: Gianluca Mancini؛ زادهٔ ۱۷ آوریل ۱۹۹۶) بازیکن فوتبال اهل ایتالیا است که برای باشگاه رم بازی می‌کند. وی هیچ نسبتی با روبرتو مانچینی ندارد.

## سابقه باشگاهی
از باشگاه‌هایی که در آن بازی کرده است می‌توان به باشگاه آتالانتا، باشگاه فیورنتینا و باشگاه پروجا اشاره کرد.

## سابقه ملی
وی همچنین در تیم ملی فوتبال زیر ۲۱ سال ایتالیا و تیم ملی ایتالیا بازی کرده است.

## آمار ملی

### بازی‌های ملی
تا تاریخ ۱۴ اکتبر ۲۰۲۳
| ایتالیا | ایتالیا | ایتالیا |
| سال     | بازی    | گل      |
| ------- | ------- | ------- |
| ۲۰۱۹    | ۳       | ۰       |
| ۲۰۲۰    | ۱       | ۰       |
| ۲۰۲۱    | ۲       | ۰       |
| ۲۰۲۲    | ۳       | ۰       |
| ۲۰۲۳    | ۲       | ۰       |
| مجموع   | ۱۱      | ۰       |